# Cabo Elson
Elson de Oliveira Batista (Vitória, 14 de março de 1967), conhecido como Cabo Elson, é um policial civil, ex-policial militar e político brasileiro. Foi deputado estadual do Espírito Santo entre os anos de 2003 e 2006. Foi condenado por tentativa de homicídio e preso em 2017.
Concorreu a vereador de Cariacica em 1996 pelo PFL, a deputado federal pelo PSC em 1998 e a vereador de Vitória pelo PMN em 2000, não se elegendo até então. Em 2002, foi eleito deputado estadual pelo PDT. Tentou a reeleição em 2006 pelo mesmo partido, mas não obteve sucesso. Candidatou-se ainda a vereador de Cariacica em 2008 e a deputado estadual pelo PTN (atual Podemos) em 2010 e pelo PRP em 2014, não sendo eleito.
Em 28 de outubro de 2006, enquanto era PM e deputado estadual, Elson tentou forçar sua então esposa a deixar o local de trabalho dela, uma locadora de vídeo, e a entrar no veículo oficial da Assembleia Legislativa, puxando-a pelos cabelos. Sem conseguir o que queria, Elson dirigiu-se à sua própria residência, pegou seu revólver e, ao voltar à locadora, atirou três vezes contra a esposa, sem conseguir atingi-la.
O Ministério Público do Espírito Santo denunciou Elson em 2015 por suspeita de contratação de funcionários-fantasma enquanto era deputado estadual em 2003. Em 2014, Elson foi condenado a pagar multa por propaganda eleitoral antecipada.
Elson foi condenado em 11 de fevereiro de 2015 a cinco anos e quatro meses de prisão em regime semiaberto e preso em 10 de agosto de 2017.